# آنجولراس

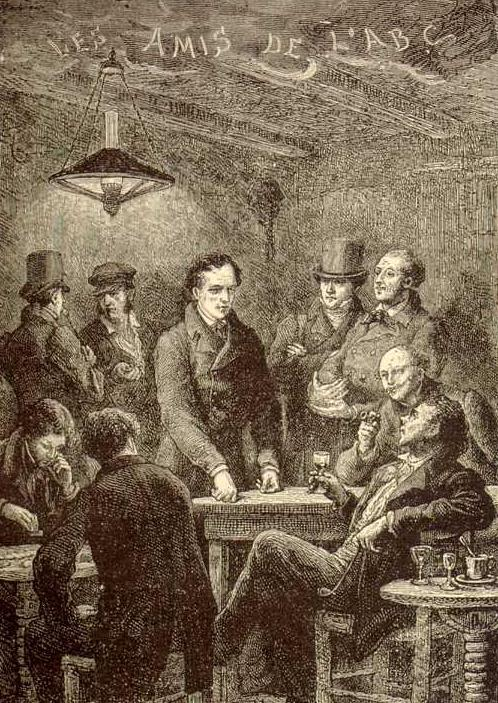
آنجورلاس مع أصدقائه آي بي سي

آنجولراس ولد سنة 1806  وتوفي سنة 6 يونيو 1832، هو شخصية كتبها المؤلف فيكتور هوجو في روايته البؤساء. لا يُعرف اسمه الكامل، فقط النسب لا غير. على غرار العديد من الشخصيات الأخرى في نفس الرواية والمعروفة بنسبها فقط، مثل كوزيت، فانتين وغيرهم.
كان يدرس الحقوق في السربون، وقد كان قائد أصدقاء الألفباء، كما شارك في تمرد يونيو بباريس في يونيو 1832.

## وفاته
توفي في نهاية الثورة تحديدا في السادس من يونيو سنة 1832، وكان خاطب إحدى قريباته لكن هذا الزواج لم يتم بسبب وفاته.

## في السينما

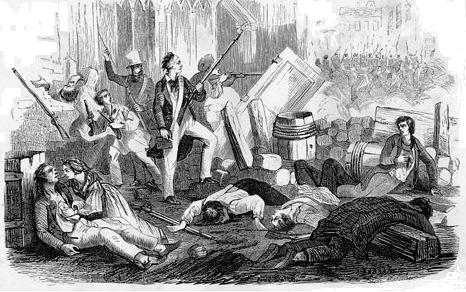

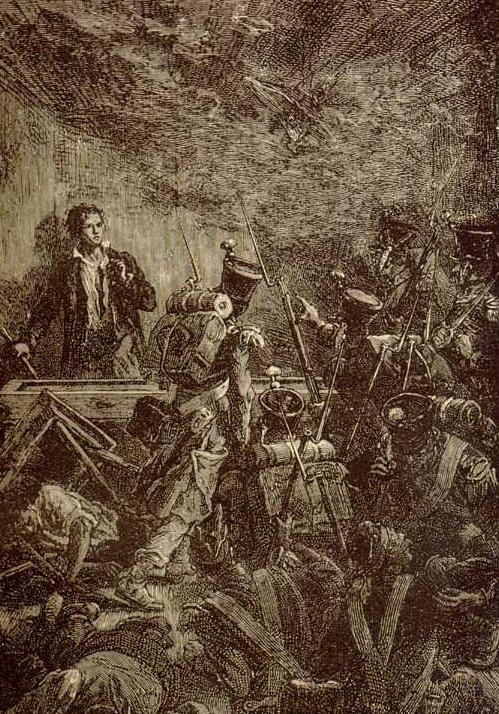
آنجورلاس

ظهرت شخصية آنجولراس في فيلم البؤساء سنة 1952، كما ظهرت في العديد من الأعمال التلفزية الأخرى.